# Camp Hills
Die Camp Hills sind eine kleine Gruppe von Hügeln im westantarktischen Ellsworthland. Im  Ellsworthgebirge ragen sie zwischen dem südlichen Abschnitt der Bastien Range und dem Minnesota-Gletscher auf.
Eine aus Geologen der University of Minnesota bestehende Mannschaft, die das Ellsworthgebirge von 1963 bis 1964 erkundeten, benannte sie so, da sie ihr Basislager Camp Gould in der Nähe der Hügel errichtete.